# Stanisław Wrede
Stanisław Wrede (ur. ok. 1882, zm. 27 lipca 1962) – magister inżynier, wieloletni dyrektor Śląsko-Dąbrowskich Kolei Dojazdowych i Łódzkich Wąskotorowych Kolei Dojazdowych.

## Życiorys
W 1910 ukończył studia w Instytucie Elektrotechnicznym w Liège. Następnie przez 11 kierował wydziałem mechanicznym Łódzkich Kolejek Dojazdowych, następnie od co najmniej od 1925 do 1931 pracował na stanowisku dyrektora Śląskiego Towarzystwa Asekuracji Tramwajów Elektrycznych, kiedy to został dyrektorem zarządzającym Wąskotorowych Łódzkich Kolejek Dojazdowych. W 1927 był także dyrektorem Śląskich Kolejek S.A. Pracował także w Biurze Studiów i Projektów Zakładów Energetycznych Okręgu Centralnego.
Był prezesem Łódzkiego Oddziału Ligi Obrony Powietrznej i Przeciwgazowej oraz od 1939 komisarzem miejskiego oddziału Pożyczki Obrony Przeciwlotniczej na miasto Łódź, wiceprezesem Łódzkiego Stowarzyszenia Techników i członkiem łódzkiego oddziału Rotary Clubu.

### Życie prywatne
Mieszkał w Łodzi przy ul. W. Biegańskiego 47.
Został pochowany na cmentarzu ewangelicko-reformowanym przy ul. T. Rejtana 10/12 w Łodzi.

## Odznaczenia
- Złoty Krzyż Zasługi (1937)[7],
- Złoty Krzyż Zasługi (1938)[11][1],
- Krzyż Oficerski Orderu Odrodzenia Polski,
- Honorową Złota Odznaka Stowarzyszenia Elektryków Polskich[1],
- Odznaka Honorowa Ligi Obrony Powietrznej i Przeciwgazowej (1934)[12],
- Złota Odznaka Honorowa Ligi Obrony Powietrznej i Przeciwgazowej (1936)[13].